# بنسنوث (كورنوال)
بنسنوث (بالإنجليزية: Ponsanooth)‏ هي قرية تقع في المملكة المتحدة في كورنوال.